# Parafia Bożego Ciała w Poznaniu
Parafia pw. Bożego Ciała w Poznaniu – parafia rzymskokatolicka znajdująca się w archidiecezji poznańskiej w dekanacie Poznań-Stare Miasto. Erygowana w 1899. Mieści się przy ulicy Strzeleckiej.

## Historia
Podpoznańskie osady Rybaki, Półwieś i Wilda przynależały do parafii pw. św. Marcina. W 1899 roku dekretem prymasa Floriana Stablewskiego, ówczesnego arcybiskupa gnieźnieńskiego i poznańskiego, erygowana parafię przy dawnym kościele karmelitów trzewiczkowych pw. Bożego Ciała. W 1912 roku otwarto nowy cmentarz parafialny przy ul. Bluszczowej. W 1924 roku z parafii wydzielono Wildę, erygując nową parafię przy kościele pw. Zmartwychwstania Pańskiego. 

## Proboszczowie
- 1899–1911 ks. Andrzej Kostencki
- 1911–1947 ks. Leon Rankowski
- 1947–1955 ks. Kazimierz Michalski
- 1955–1983 ks. Mieczysław Smorawiński
- 1983–2017 ks. Wojciech Maćkowiak
- od 2017 ks. Henryk Nowak[2]